# Chartreuse de Grünau
La chartreuse de Grünau (en allemand Kartause Grünau ou Kartause Neuzell; en latin Cartusia Nova Cella) est une ancienne chartreuse allemande dont il ne reste que quelques vestiges. Elle se trouve à Schollbrunn en Bavière. C'est la première chartreuse à avoir été fondée en Franconie.

## Géographie
La chartreuse est sise dans la vallée du Kropfbach, affluent du Haslochbach. Elle est entourée des collines boisées du Spessart. Elle se trouve dans le territoire de la commune de Schollbrunn qui fait partie de l'arrondissement de Main-Spessart.

## Histoire

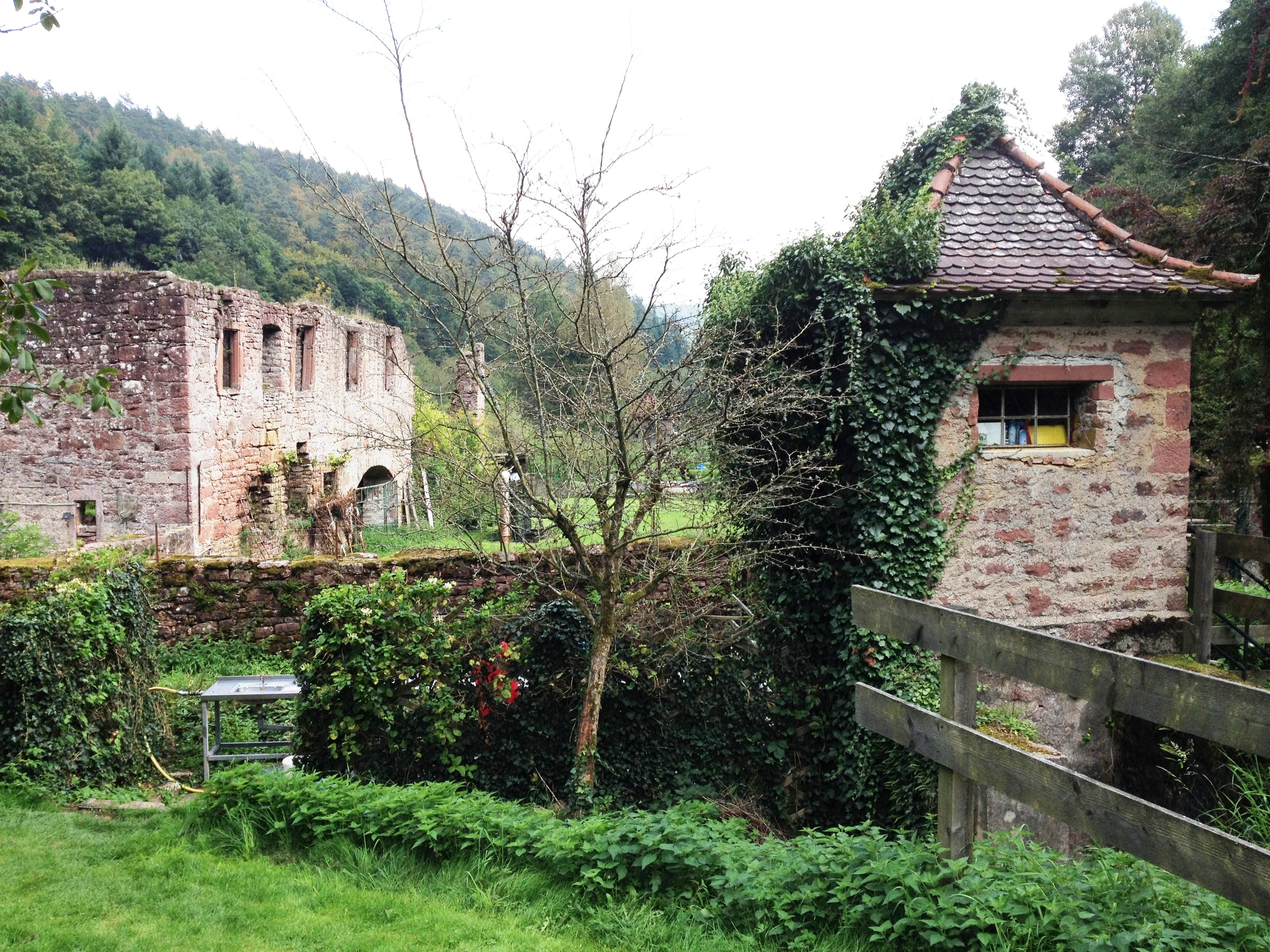
Vestiges de l'ancienne chartreuse.

Une chapelle est consacrée en 1216 dans la vallée du Kropfbach et dédiée à la Bienheureuse Vierge Marie, à saint Laurent et à saint Nicolas. Au début du XIVe siècle, cette petite chapelle devient un lieu de pèlerinage, desservi par les chanoines réguliers de Triefenstein; puis Élisabeth de Wertheim, veuve de Godefroy de Hohenlohe . y fonde une chartreuse en 1328, en mémoire de son mari Gottfried de Hohenlohe-Röttingen, mort accidentellement à la chasse par sa faute. Des chartreux venant de la chartreuse de Mayence et dirigés par le premier prieur Heinrich Spiegel s'y installent en 1333, en faisant ainsi la première chartreuse de Franconie. Des moines de Grünau s'installent au XIVe siècle dans les chartreuses d'Erfurt et de Coblence.
Les modestes bâtiments du début laissent la place au début du XVe siècle à des bâtiments plus importants, permettant d'abriter jusqu'à vingt-quatre moines. Une nouvelle église est consacrée en 1446. Entre les années 1457 et 1463, Hammanus de Rudisheim est prieur de la chartreuse. C'est aussi l'auteur de nombreuses méditations. Au XVe siècle, la chartreuse connaît son plein épanouissement. Les puissants comtes de Wertheim étaient les seigneurs protecteurs (Vögte) du monastère, et l'église leur servait de nécropole familiale. Une visite canonique de 1523 découvre que les affaires et la discipline du monastère sont mal tenues et cela aboutit à la démission du prieur Michael Lemlein. En 1525, la Guerre des Paysans provoque en 1525 le saccage de la chartreuse et les moines s'enfuient à la chartreuse d'Ilmbach. La même année, le comte Georges de Wertheim embrasse la nouvelle religion luthérienne, alors qu'il est protecteur de la chartreuse. Aussi en 1545, la famille de Wertheim prend directement en charge l'administration du domaine du monastère pour s'en approprier les bénéfices. Les derniers moines de Grünau sont obligés de quitter leur chartreuse en 1557,. Le domaine est géré au bénéfice de l'hospice de Wertheim. En 1615, la chartreuse (vidée de ses moines) est réunie formellement en droit à celle d'Ilmbach.
Mais l'Ordre des Chartreux ne compte pas se laisser déposséder et entame des actions en justice contre les comtes de Wertheim devant le Reichskammergericht et le Hofkammergericht pour la restitution de la chartreuse. Un édit impérial de 1629 restaure dans leurs droits les propriétaires catholiques ayant été dépossédés par les protestants et Grünau retourne donc à l'Ordre. Mais deux ans plus tard seulement, les moines doivent s'enfuir de leur monastère devant l'attaque des troupes suédoises  au début de la guerre de Trente Ans. En 1635, le comte Johann Dietrich von Löwenstein-Wertheim restaure en partie les bâtiments monastiques et les moines reviennent . Quatre moines (en dehors des frères convers) sont alors dénombrés à la chartreuse. Le XVIIIe siècle inaugure une période  de prospérité pour la chartreuse qui est modernisée en style baroque. Les anciennes cellules (maisonnettes des moines) sont démolies dans les années 1720. Une église est installée plus haut en 1728. En 1779, un nouveau portail est érigé menant à la maison du prieur.
La chartreuse est supprimée en 1803 à la suite de la sécularisation de tous les ordres contemplatifs et de la confiscation de leurs biens par la nouvelle couronne de Bavière. Le domaine devient la propriété des comtes de Löwenstein-Wertheim-Freudenberg. Le monastère qui avait été agrandi au XVIIIe siècle devient une simple exploitation agricole seigneuriale (Hofgut) en 1820. L'église est utilisée jusqu'en 1812.

## Aujourd'hui
Tout ce qu'il reste du complexe monastique, c'est la maison du prieur (devenue auberge), les ruines de l'église et un morceau de rempart avec un portail arqué.
L'ensemble est aujourd'hui propriété privée et abrite une auberge, l'on peut se promener librement dehors pendant les heures d'ouverture. Les lieux sont inscrits à la liste du patrimoine régional sous le numéro D-6-77-182-10.